# Carignan (Quebec)
Carignan é uma cidade localizada na província de Quebec no Canadá.